# 飯塚敏子
飯塚 敏子（いいづか としこ、1914年6月8日 - 1991年12月14日）は、日本の女優。本名・本間 敏子（旧姓・飯塚）。
戦前の松竹時代劇を代表する女優の一人である。

## 来歴
1914年6月8日、埼玉県大里郡武川村明戸（現・深谷市）に生まれる。生後間もなく、東京市芝区新橋（現・東京都港区新橋）にて「新橋旅館」を経営していた実家に移る。従って、現役時代の俳優名鑑等では、「東京生まれ」と書かれた物も多い。小学校の頃から、岡安喜代八について三味線と尺八を学ぶ。1927年、文化学院女学部に入学。同校の先輩に夏川静枝・入江たか子・伊達里子などがいる。家庭の事情により同校を3年で辞め、家業を手伝っていたが、1930年に雑誌「婦人公論」主催の美人投票に当選する。これをきっかけに、同年11月付で松竹蒲田撮影所に入社する（十五代目市村羽左衛門の推薦とする資料もある）。
翌1931年2月の小津安二郎監督の『淑女と髯』で、主役の岡田時彦の相手役に抜擢され、女優デビュー。理知的な美貌で注目され、斎藤寅次郎監督『この穴を見よ』、小川正監督『真夜中商売』などの蒲田名物のナンセンス喜劇のヒロインをつとめた他、上山草人主演の大作映画『愛よ人類と共にあれ』で助演。しかし、和服と日本髪が似合うことから、1931年8月に松竹下加茂に移籍。活動の重点を、現代劇から時代劇に移すことになる。以後、『刀の中の父』で高田浩吉の相手役をつとめたのを皮切りに、犬塚稔監督『女難の与右衛門』では、林長二郎と共演、続く二川文太郎監督『投げ節弥之助』前後編でも、長二郎の相手役をつとめる。『投げ節～』では、当時17歳とは思えない成熟した色気と情熱的な演技を見せ、雑誌「キネマ旬報」の批評でもその演技は絶賛された。翌1932年の正月映画『弥次喜多・美人騒動』で林・高田の２大スターと共演し、準幹部に昇格。柳さく子・千早晶子らの先輩を押え、実質的な下加茂ナンバー1女優の地位を確立する。
前年12月、十三代目守田勘彌の子で、歌舞伎界の新進・坂東好太郎が下加茂入りすると、そのデビュー作『世直し大明神』（井上金太郎監督、1932年2月）で共演。以後も、広瀬五郎監督『鬼火』前後編、 秋山耕作監督『甲州入墨』、同『忠治と三代太郎』などの作品で相手役をつとめ、若い坂東・飯塚のコンビは林長二郎に迫る人気を集めるようになる。また、同じ1932年秋、日活太秦撮影所員・永田雅一から、破格の条件で引き抜き工作を受ける。彼女も一時その気になり、東京の実家で母と相談した言われるが、松竹幹部の引き止めにより結局転社を思いとどまる。当時の人気の高さを物語るエピソードの一つである。
1933年1月、幹部に昇格。この年は林長二郎・高田浩吉・坂東好太郎の相手役として年間20本に出演、長二郎とは冬島泰三監督『刺青判官』3部作、衣笠貞之助監督『鯉名の銀平』他7本、高田とは『江戸借春譜』他2本、そして好太郎とは『お馴染 一心太助』、『巷説 濡れつばめ』、『此村大吉』、『鴛鴦街道』他9本でコンビを組む。特に『巷説 濡れつばめ』は、市丸による主題歌「濡れつばめ」とともにヒットし、さらにこの頃から主演2人のロマンスが囁かれるようになる。翌1934年は下加茂での出演作13本のうち実に8本が好太郎との共演で、『夜襲本能寺』、『心中火取虫』、『愁風宴』前後編などでコンビを組んだが、あまりの忙しさからか『夜襲本能寺』撮影中に胃痙攣で倒れ、さらに急性盲腸炎と腹膜炎を併発、緊急手術で命を取り留めるというアクシデントもあった。また、この年長二郎とは『沓掛時次郎』、高田とは大曾根辰夫監督『次郎吉格子』他3本で共演した。
翌1935年も、『血煙荒神山』、『蹴手繰り音頭』など、出演した11本のうち8本が好太郎の相手役であった。そして同年8月、好太郎と結婚する。翌1936年、五所平之助監督に呼ばれ、松竹大船（この年蒲田から移転）で現代劇『朧夜の女』に主演。芸者上がりの女給を好演した。翌1937年、出産と育児のために松竹を退社。以後は同年の林長二郎の東宝移籍により、名実ともに下加茂の看板となった夫を影で支える側になり、映画出演も散発的になる。それでも、高田浩吉と共演した1939年の井上金太郎監督『月夜鴉』では、三味線の女師匠を熱演して好評を博し、翌1940年に続編『新月夜鴉』が作られた。
第2次世界大戦中は、映画の製作本数の減少もあり、夫婦で「坂東好太郎一座」を結成し、東京・関西などを巡演。戦後の1949年まで続けた。この間、1944年の溝口健二監督『団十郎三代』では、7代目の未亡人役で夫ともに出演。ちなみにこの役は、撮影中に盲腸炎で急逝した梅村蓉子の代役であった。1946年には、同じ溝口監督の『歌麿をめぐる五人の女』で、花魁・多賀袖役を演じる。1949年に大映京都で、市川右太衛門主演『飛騨の暴れん坊』 に出演したのを最後に、映画界を引退した。
1991年12月14日死去。

## フィルモグラフィ

### 松竹蒲田撮影所
- 『淑女と髯』 : 監督小津安二郎、サイレント映画、1931年2月7日公開 - 行本幾子 ※現存（NFC所蔵[5]）
- 『この穴を見よ』 : 監督斎藤寅二郎、サイレント映画、1931年4月3日公開
- 『真夜中商売』 : 監督小川正、サイレント映画、1931年4月、未公開
- 『美人哀愁』 : 監督小津安二郎、サイレント映画、1931年5月29日公開
- 『首よけ地蔵』 : 監督石川和雄、サイレント映画、1931年6月28日公開
- 『男性征服』 : 監督佐々木恒次郎、サイレント映画、1932年12月11日公開
- 『東洋の母』 : 総監督清水宏、1934年2月1日公開
- 『祇園囃子』 : 監督清水宏、サウンド版、1934年6月14日公開 - 千鶴
- 『永久の愛 前篇』 : 監督池田義信、サウンド版、1934年10月15日公開 - 綾子
- 『永久の愛 後篇』 : 監督池田義信、サウンド版、1934年10月15日公開 - 綾子
- 『奥様借用書』 : 監督五所平之助、1936年1月15日公開

### 松竹大船撮影所
- 『朧夜の女』 : 監督五所平之助、1936年5月14日公開 - 照子 ※現存（NFC所蔵[6]）

### 松竹下加茂撮影所
- 『かごや大納言』 : 監督二川文太郎、サイレント映画、1931年7月15日公開 - 姫君若菜
- 『刀の中の父』 : 監督広瀬五郎、サイレント映画、1931年8月30日公開 - お秋
- 『女難の与右衛門』 : 監督犬塚稔、サイレント映画、1931年9月1日公開
- 『投げ節弥之助 みちのくの巻』 : 監督二川文太郎、サイレント映画、1931年10月8日公開 - お花
- 『投げ節弥之助 江戸の巻』 : 監督二川文太郎、サイレント映画、1931年11月6日公開 - お花
- 『実話唐人お吉』 : 監督衣笠貞之助、サイレント映画、1931年12月18日公開 - お吉
- 『弥次喜多・美人騒動』 : 監督二川文太郎、サイレント映画、1932年1月7日公開
- 『世直し大明神』 : 監督井上金太郎、サイレント映画、1932年2月4日公開 - お仙
- 『関東綱五郎』 : 監督星哲六、サイレント映画、1932年2月27日公開
- 『鼠小僧次郎吉』 : 監督衣笠貞之助、サイレント映画、1932年3月18日公開 - お千代
- 『青頭巾』 : 監督井上金太郎、サイレント映画、1932年3月公開 - お年
- 『縄抜け治兵衛 白浪財布』 : 監督二川文太郎、サイレント映画、1932年3月公開
- 『陸軍大行進』 : 監督清水宏・井上金太郎他、サウンド版、1932年5月6日公開 - 芸者 ※蒲田撮影所と合作 ※現存（NFC所蔵[7]）
- 『江戸ごのみ 両国双紙』 : 監督井上金太郎、サイレント映画、1932年5月27日公開
- 『鞍馬天狗 颱風の巻』 : 監督二川文太郎、サウンド版、1932年6月24日公開 - 雛勇
- 『和蘭蛇囃子』 : 監督星哲六、サイレント映画、1932年6月公開 - 巨勢せつ
- 『鬼火 前篇』 : 監督広瀬五郎、サイレント映画、1932年7月8日公開 - お小夜
- 『研辰』 : 監督秋山耕作、サイレント映画、1932年7月22日公開
- 『鬼火 後篇』 : 監督広瀬五郎、サイレント映画、1932年7月29日公開 - お小夜
- 『髪結新三』 : 監督二川文太郎、サイレント映画、1932年8月12日公開
- 『甲州入墨』 : 監督秋山耕作、サイレント映画、1932年8月26日公開
- 『怒濤の騎士』 : 監督井上金太郎、1932年9月1日公開
- 『怪談 ゆうなぎ草紙』 : 監督犬塚稔、1932年9月15日公開 - 桔梗屋鶴次
- 『恋愛やくざ踊り』 : 監督古野英治、サイレント映画、1932年9月30日公開
- 『鼠小僧次郎吉 解決篇』 : 監督秋山耕作、サイレント映画、1932年10月13日公開 - お千代
- 『仁侠やくざ道』 : 監督広瀬五郎、サイレント映画、1932年10月20日公開
- 『菊五郎格子 前篇』 : 監督犬塚稔、サイレント映画、1932年12月1日公開 - お小夜
- 『忠臣蔵 前篇 赤穂京の巻』 : 監督衣笠貞之助、1932年12月1日公開 - 芸者小妻 ※現存（NFC所蔵[8]）
- 『忠臣蔵 後篇 江戸の巻』 : 監督衣笠貞之助、1932年12月1日公開 - 芸者小妻 ※現存（NFC所蔵[8]）
- 『忠治と三代太郎』 : 監督秋山耕作、サイレント映画、1932年12月11日公開
- 『仇討兄弟鑑』 : 監督二川文太郎、1932年12月31日公開 - 芸妓小染
- 『江戸借春譜』 : 監督井上金太郎、サイレント映画、1933年1月14日公開
- 『お馴染 一心太助』 : 監督秋山耕作、サイレント映画、1933年2月2日公開 - お政
- 『菊五郎格子 後篇』 : 監督冬島泰三、サイレント映画、1933年2月15日公開 - お小夜
- 『巷説 濡れつばめ』 : 監督二川文太郎、1933年3月1日公開
- 『兄貴』 : 監督秋山耕作、サイレント映画、1933年4月1日公開
- 『天一坊と伊賀亮』 : 監督衣笠貞之助、1933年4月13日公開 - おみつ
- 『侠客春雨傘』 : 監督冬島泰三、サイレント映画、1933年4月27日公開
- 『白鷺往来』 : 監督秋山耕作、サイレント映画、1933年5月18日公開 - お小夜
- 『鼻歌仁義』 : 監督井上金太郎、1933年5月25日公開
- 『刺青判官』 : 監督冬島泰三、サイレント映画、1933年4月27日公開 - お千代 ※現存（マツダ映画社所蔵[9]）
- 『二つ燈籠』 : 監督衣笠貞之助、1933年7月13日公開 - おきく
- 『此村大吉』 : 監督井上金太郎、サイレント映画、1933年7月27日公開
- 『刺青判官 百さん危難の巻』 : 監督冬島泰三、サイレント映画、1933年8月3日公開 - お千代
- 『刺青判官 完結篇』 : 監督冬島泰三、サイレント映画、1933年8月17日公開 - お千代
- 『蝙蝠の安さん』 : 監督秋山耕作、1933年8月31日公開
- 『大村鉄太郎』 : 監督井上金太郎、サイレント映画、1933年9月28日公開
- 『鯉名の銀平』 : 監督衣笠貞之助、1933年10月12日公開 - お市
- 『鴛鴦街道』 : 監督秋山耕作、サイレント映画、1933年11月9日公開 - 徳江
- 『天明旗本傘 前篇 紅涙の巻』 : 監督二川文太郎、サイレント映画、1933年12月14日公開 - お富
- 『弥次喜多』 : 監督井上金太郎、1933年12月31日公開
- 『沓掛時次郎』 : 監督衣笠貞之助、1934年1月13日公開 - おきぬ
- 『天明旗本傘 後篇 晴れる日の巻』 : 監督二川文太郎、サイレント映画、1934年1月26日公開 - お富
- 『夜襲本能寺』 : 監督冬島泰三、サウンド版、1934年3月8日公開
- 『街の颱風』 : 監督秋山耕作、サイレント映画、1934年5月31日公開
- 『めをと大学』 : 監督井上金太郎、1934年6月28日公開
- 『心中火取虫』 : 監督近藤勝彦・井上金太郎、サイレント映画、1934年8月1日公開
- 『次郎吉格子』 : 監督大曾根辰夫、1934年8月30日公開 - お仙
- 『瓦版かちかち山』 : 監督井上金太郎、サイレント映画、1934年10月3日公開
- 『愁風宴 前篇 修羅の巻』 : 監督秋山耕作、サウンド版、1934年10月11日公開 - 咲子
- 『愁風宴 後篇 霽月の巻』 : 監督秋山耕作、サウンド版、1934年12月13日公開 - 咲子
- 『侠客曾我』 : 監督井上金太郎、1934年12月31日公開 - 芸者
- 『鈴木新内』 : 監督秋山耕作、1935年1月13日公開 - 小勝
- 『船唄雀念仏』 : 監督冬島泰三、1935年3月15日公開
- 『血煙荒神山』 : 監督秋山耕作、1935年4月18日公開
- 『らくだの馬さん』 : 監督井上金太郎、1935年5月16日公開
- 『さむらひ仁義』 : 監督大曾根辰夫、サウンド版、1935年6月15日公開
- 『濡れた捕縄』 : 監督秋山耕作、サウンド版、1935年6月22日公開
- 『かごや判官』 : 監督冬島泰三、1935年7月14日公開 - おかん ※現存（NFC所蔵[8]）
- 『幽霊の置手紙』 : 監督冬島泰三、サウンド版、1935年9月23日公開
- 『蹴手繰り音頭 前篇』 : 監督井上金太郎、1935年10月31日公開 - お才
- 『蹴手繰り音頭 後篇』 : 監督井上金太郎、1935年11月14日公開 - お才
- 『め組の喧嘩』 : 監督冬島泰三、1935年12月31日公開
- 『総州侠客伝』 : 監督秋山耕作、1936年4月29日公開
- 『踊る名君』 : 監督井上金太郎、1936年7月15日公開
- 『伊勢屋小判』 : 監督二川文太郎、1936年9月10日公開
- 『黒田誠忠録』 : 監督衣笠貞之助、1938年6月17日公開 - お秀
- 『月夜鴉』 : 監督井上金太郎、1939年3月16日公開 - お勝 ※現存（NFC所蔵[10]）
- 『親恋道中』 : 監督広瀬正明、1939年4月1日公開
- 『新月夜鴉』 : 監督井上金太郎、1940年10月10日公開
- 『振袖御殿』 : 監督大曾根辰夫、1941年4月10日公開
- 『団十郎三代』 : 監督溝口健二、1944年6月22日公開 - お為

### 松竹太秦撮影所
- 『紅屋蝙蝠』 : 監督並木鏡太郎、1936年6月20日公開

### 松竹御室撮影所
- 『あさぎり峠』 : 監督伊藤大輔、1936年10月1日公開 - お島

### 松竹京都撮影所
- 『歌麿をめぐる五人の女』 : 監督溝口健二、1946年12月15日公開 -  多賀袖太夫 ※現存（NFC所蔵[8]）

### 東宝
- 『小春狂言』 : 監督青柳信雄、1942年8月13日公開

### 大映京都撮影所
- 『国定忠治』 : 監督松田定次、1946年9月10日公開 - お町
- 『飛騨の暴れん坊』 : 監督丸根賛太郎、1949年5月16日公開 - お君